# Südvorstadt
Südvorstadt är en stadsdel i Leipzig, Tyskland, som ligger mellan centrum och stadsdelen Connewitz. Stadsdelen är ett bostadsområde som består av äldre bostadshus från tidigt 1900-tal. 

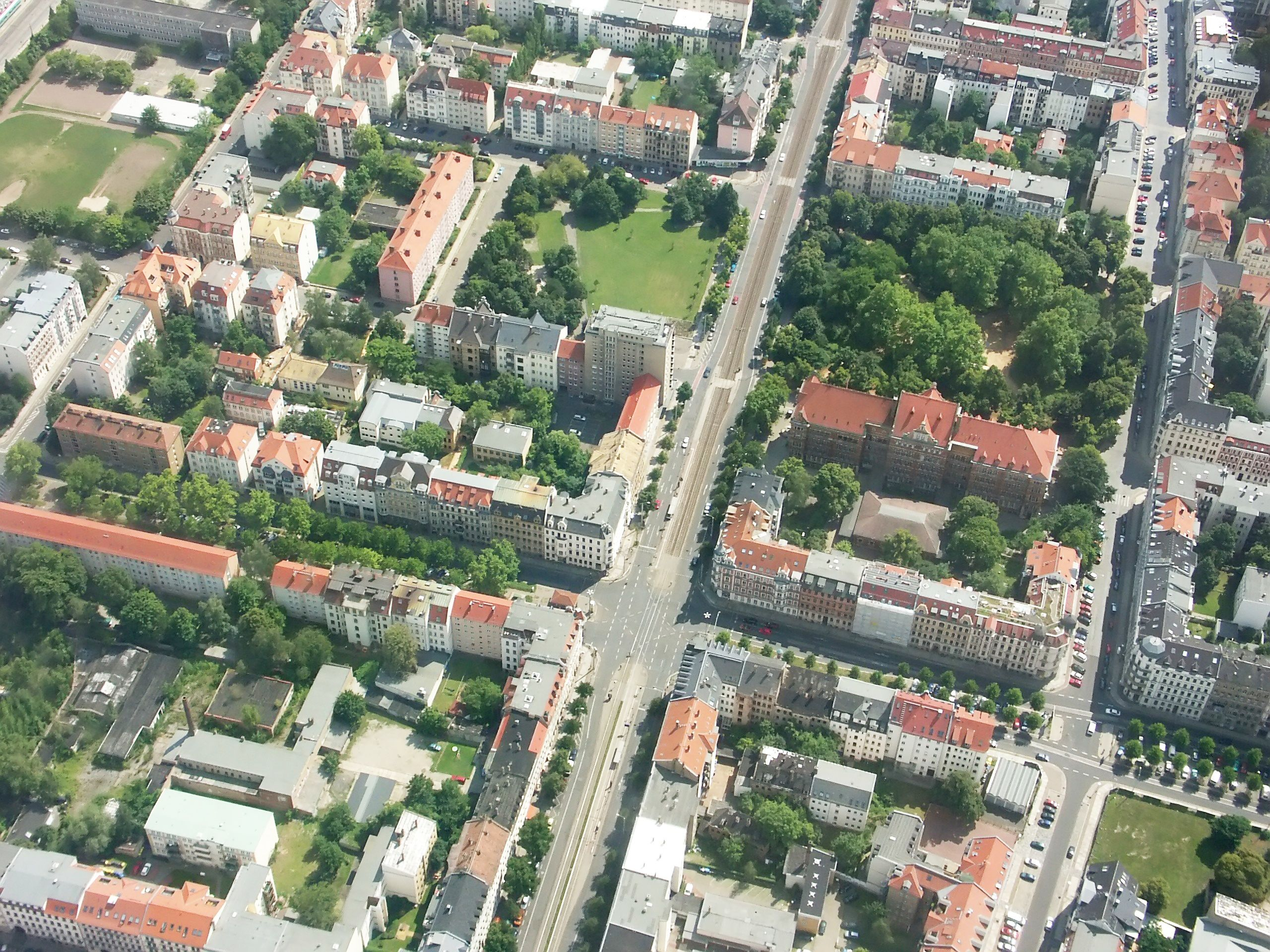
Karl-Liebknecht-Straße genom Südvorstadt.

## Historia
På 1870-talet började utvecklingen av Südvorstadt. Stadsdelen började växa norrifrån med slutna kvarter. På grund av Sachsiska regler fick inte husen vara högre än gatan de byggdes vid var bred. 1889 ändrades byggreglerna vilket innebar att husen i södra delen av stadsdelen kunde utformas på ett annat sätt än husen i norra delen. 
På början av 1990-talet när Tyskland hade förenats minskade Leipzigs befolkning med 100.000 invånare. Südvorstadt förlorade 30 procent av sina invånare. Sedan tidigt på 2000-talet har stadsdelen varit en av Leipzigs mest attraktiva och genomgått en gentrifiering. Mellan 1997 och 2019 har befolkningen ökat från 16 000 invånare till 26 000. 